# Aponogeton elongatus
Aponogeton elongatus là một loài thực vật có hoa trong họ Aponogetonaceae. Loài này được F.Muell. ex Benth. mô tả khoa học đầu tiên năm 1878.